# Oberneisen
Oberneisen település Németországban, Rajna-vidék-Pfalz tartományban. Lakosainak száma 719 fő (2023. december 31.).

## Népesség
A település népességének változása:
| Lakosok száma | 775  | 765  | 752  | 727  | 716  | 719  |
|               | 1975 | 2017 | 2019 | 2021 | 2022 | 2023 |